# Casualty
Casualty è una serie televisiva britannica di genere medical drama trasmessa dal 1986. Si tratta della serie ospedaliera in prima serata più longeva della storia della televisione, nonché la più longeva serie medica sul pronto soccorso. Creata da Jeremy Brock e Paul Unwin, va in onda nel Regno Unito dal 6 settembre 1986, sulla rete televisiva BBC One. Il produttore è Geraint Morris.
La serie è ambientata nel fittizio ospedale "Holby City Hospital" e ruota attorno al personale e ai pazienti del reparto di pronto soccorso dell'ospedale. Le vicende hanno pochi legami con quelle della serie Holby City, iniziata nel 1999 come spin-off di Casualty e ambientata nello stesso ospedale, ma al piano superiore. Occasionalmente ci sono stati dei crossover tra i due programmi, ma piuttosto raramente, e ciascuna serie può essere seguita senza aver necessariamente visto l'altra.
Casualty viene trasmesso settimanalmente, con l'eccezione di una pausa tra le tre e le sei settimane nel periodo estivo, quando la stagione si conclude.

## Produzione

### Ambientazione e location

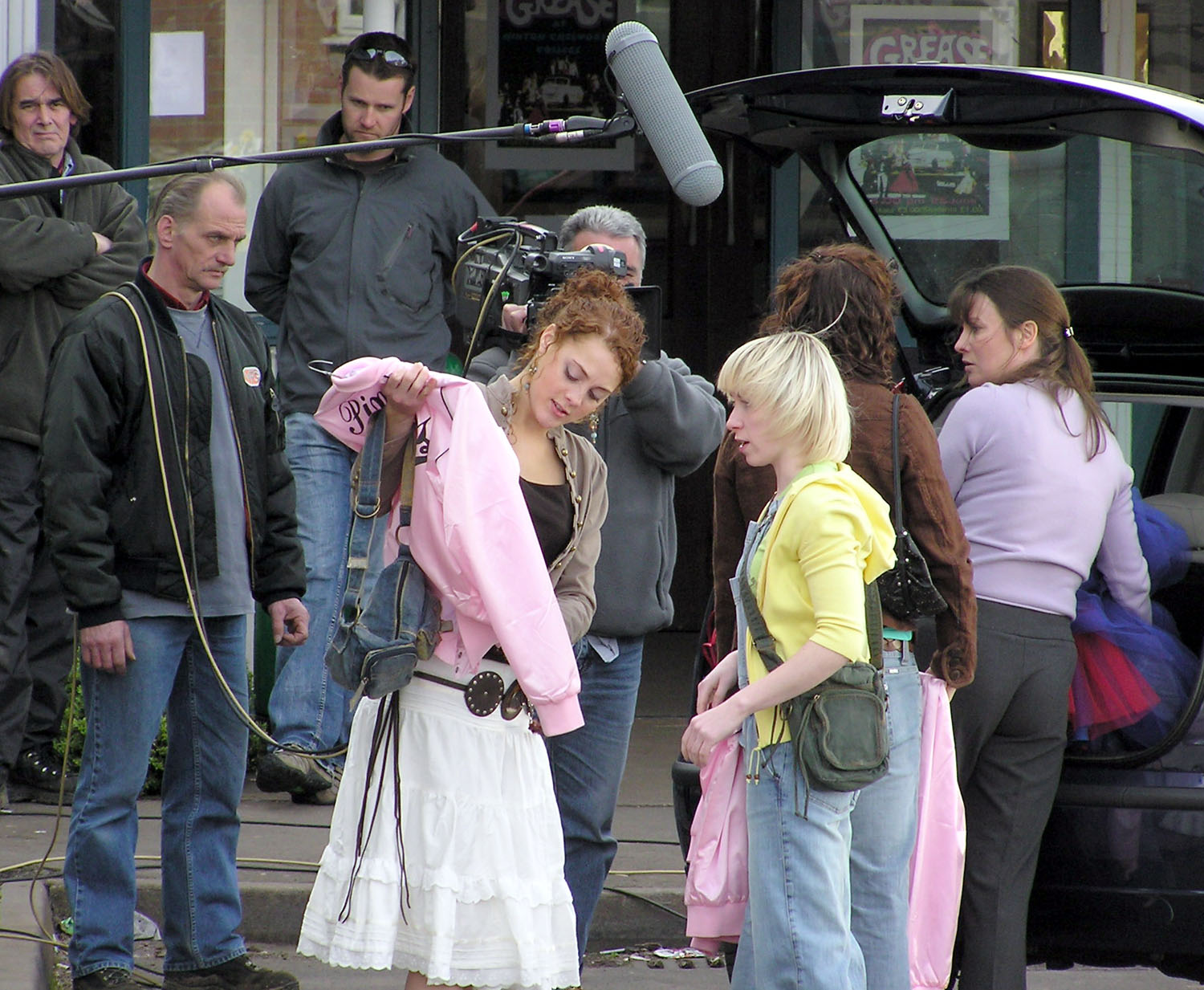
Una scena delle riprese per Casualty in una scuola a Yate, vicino a Bristol.

Casualty e Holby City si svolgono entrambi nel Holby General Hospital, nella contea immaginaria di Wyvern, nel sud-ovest dell'Inghilterra, vicino al confine con il Galles. L'esterno della città è rappresentato da Bristol, e dei luoghi di riferimento ben noti come il Bristol Harbour ed il Clifton Suspension Bridge sono spesso visibili nelle scene girate all'esterno. Il City of Bristol College è stato utilizzato come sede per la maggior parte delle riprese esterne dell'ospedale dal 1986 fino al 2002, quando è stato allestito un nuovo set nel Lawrence Hill Industrial Park della città.
Il 26 marzo 2009 è stato confermato che la BBC ha intenzione di spostare le riprese di Casualty nel 2011 agli studi di Cardiff.

### Messa in onda
Il programma è stato generalmente trasmesso il sabato sera, anche se per un periodo (dalla fine degli anni ottanta ai primi anni novanta) è passato a venerdì. Ognuna delle prime due stagioni è composta da 15 episodi; la terza stagione conta di 10 episodi (anche se uno di questi è stato rinviato in seguito alla morte di Roy Kinnear); le quarta, la quinta e la sesta stagione sono costituite rispettivamente da 12, 13 e 15 episodi. L'ultimo episodio della sesta stagione, che si incentra su un incidente aereo, è stato posticipato fino al febbraio del 1992: inizialmente previsto per la trasmissione il 20 dicembre 1991, un giorno prima del terzo anniversario dell'attentato di Lockerbie, è stato poi fatto slittare di quasi due mesi.
Quando il programma è tornato ad essere trasmesso nelle il sabato sera, nel settembre del 1992, la lunghezza delle stagioni venne estesa a 24 episodi annui, e ne venne cambiata la fascia oraria, disponendo la trasmissione verso le 20:00. Quest'ultima operazione ha inizialmente causato alcune controversie a causa della crudezza con cui alcuni temi vengono trattati. Nell'agosto del 1997, il numero di episodi è stato nuovamente portato a 26 (di cui due speciali di 75 minuti), che compongono la dodicesima stagione. Da qui in poi il numero degli episodi di ogni stagione successiva venne progressivamente aumentata: la 13ª è formata da 28 episodi, la 14ª da 30 episodi, la 15ª da 36, la serie 16ª e 17ª da 40 e la 18ª da 46 episodi. Dal 2004, la popolarità della serie ha determinato un passaggio ad un formato standard stagionale per quasi tutto l'anno di produzione e trasmissione: tutte le stagioni a partire dalla 19ª sono costituite da 48 episodi.
Casualty non viene trasmesso in una fascia oraria fissa, solitamente va in onda nello spazio tra le 20:00 e le 21:30 su BBC One, sebbene talvolta sia trasmesso dopo le 21:00. Il programma viene messo in onda entro le 20:00 molto raramente; tuttavia, eventi speciali come l'Eurovision Song Contest e le manifestazioni sportive possano far spostare la programmazione della serie.

### Sigla musicale e titoli

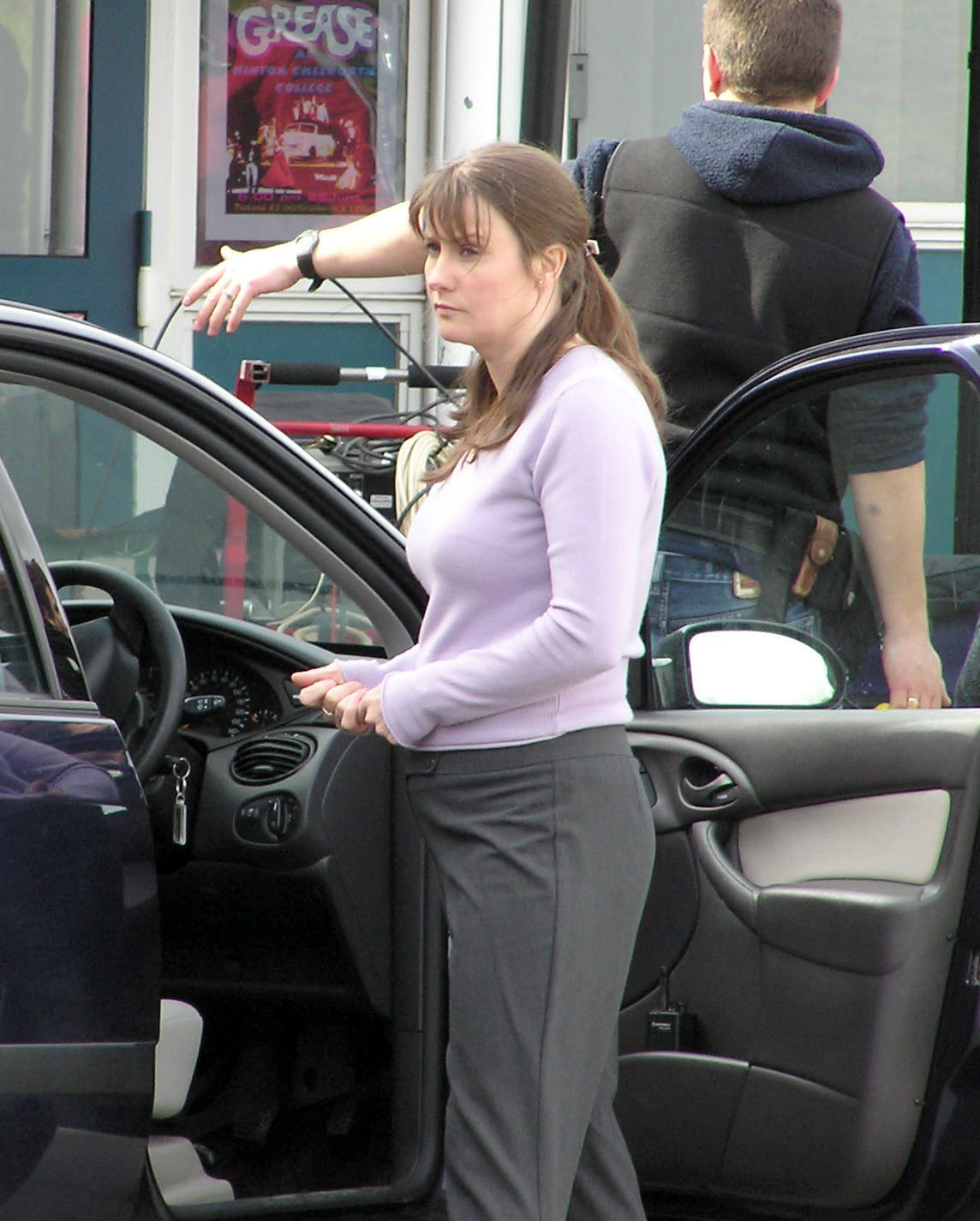
Susan Cookson interpreta Maggie Coldwell durante le riprese.

La sigla musicale di Casualty è stata composta da Ken Freeman, che ha anche composto quella dello spin-off Holby City. La sigla di chiusura è stata tradizionalmente molto diversa da quella di apertura, anche se nelle ultime stagioni ci sono poche differenze. Nel 2000 il duo Oxide & Neutrino ha campionato la colonna sonora della serie nel loro singolo Bound 4 Da Reload (Casualty), che raggiunse il primo posto della Official Singles Chart nel mese in cui fu pubblicato. Nel 2009, L'Amour La Morgue ha realizzato un remix della canzone It Was Written In Blood della band Bring Me the Horizon, che ha fatto parte della colonna sonora.
Diverse varianti della sigla musicale sono state introdotte nel corso della serie. La più longeva è stata la sigla originale, che è stata usata per quindici anni, tra il 1986 ed il 2001. La 16ª stagione, iniziata nel 2001, ha come tema musicale una nuova versione "pop" della sigla, utilizzata fino alla fine della 20ª stagione, nel 2006. Una nuova sigla più simile all'originale, nuovamente composta da Ken Freeman, è stata introdotta nella 21ª stagione.
Dall'inizio della 22ª stagione, è stata nuovamente utilizzata la sigla "pop", mentre la sigla del 2006 è stato mantenuta esclusivamente per le anteprime ed i riassunti.
Ci sono state nove diverse varianti dei titoli di testa e di coda dall'inizio del programma. Nel 2001 sono apparsi dei personaggi della serie nei titoli di testa, al posto delle precedenti inquadrature dell'ambiente ospedaliero. Dal 2002 al 2006, sono state utilizzate di nuovo scene di casi ospedalieri, ma dal 2006 sono presenti titoli misti di scene ospedaliere e scene con i vari personaggi.

## Personaggi
I personaggi più longevi della serie sono:
- Charlie Fairhead (stagioni 1-in corso), interpretato da Derek Thompson.
Infermiere senior del reparto psichiatrico.
- Josh Griffiths (stagioni 4-22), interpretato da Ian Bleasdale.
Paramedico statunitense.
- Martin "Ash" Ashford (stagioni 5-12, 28-in corso), interpretato da Patrick Robinson.
Infermiere
- Harry Harper (stagioni 16-22), interpretato da Simon MacCorkindale.
Consulente di medicina d'emergenza-urgenza, capoclinica.
- Comfort Jones (stagioni 16-21), interpretata da Martina Laird.
Paramedico.
- Tess Bateman (stagioni 18-in corso), interpretata da Suzanne Packer.
Infermiere clinica manager.
- Maggie Coldwell (stagioni 18-23), interpretata da Susan Cookson.
Specialista di medicina d'emergenza-urgenza.
- John "Abs" Denham (stagioni 18-23), interpretato da James Redmond.
Infermiere senior di salute mentale.
- Kathleen "Dixie" Dixon (stagioni 21-in corso), interpretata da Jane Hazlegrove.
Paramedico senior.
- Mackenzie "Big Mac" Chalker (stagioni 22-in corso), interpretato da Charles Dale.
Assistente di medicina d'emergenza-urgenza.

## Episodi
| Stagione                   | Episodi | Prima TV UK | Prima TV Italia |
| -------------------------- | ------- | ----------- | --------------- |
| Prima stagione             | 15      | 1986        |                 |
| Seconda stagione           | 15      | 1987        |                 |
| Terza stagione             | 10      | 1988        |                 |
| Quarta stagione            | 12      | 1989        |                 |
| Quinta stagione            | 13      | 1990        |                 |
| Sesta stagione             | 15      | 1991-1992   |                 |
| Settima stagione           | 24      | 1992-1993   |                 |
| Ottava stagione            | 24      | 1993-1994   |                 |
| Nona stagione              | 24      | 1994-1995   |                 |
| Decima stagione            | 24      | 1995-1996   |                 |
| Undicesima stagione        | 24      | 1996-1997   |                 |
| Dodicesima stagione        | 26      | 1997-1998   |                 |
| Tredicesima stagione       | 28      | 1998-1999   |                 |
| Quattordicesima stagione   | 30      | 1999-2000   |                 |
| Quindicesima stagione      | 36      | 2000-2001   |                 |
| Sedicesima stagione        | 40      | 2001-2002   |                 |
| Diciassettesima stagione   | 40      | 2002-2003   |                 |
| Diciottesima stagione      | 46      | 2003-2004   |                 |
| Diciannovesima stagione    | 48      | 2004-2005   |                 |
| Ventesima stagione         | 47      | 2005-2006   |                 |
| Ventunesima stagione       | 48      | 2006-2007   |                 |
| Ventiduesima stagione      | 48      | 2007-2008   |                 |
| Ventitreesima stagione     | 48      | 2008-2009   |                 |
| Ventiquattresima stagione  | 49      | 2009-2010   |                 |
| Venticinquesima stagione   | 47      | 2010-2011   |                 |
| Ventiseiesima stagione     | 42      | 2011-2012   |                 |
| Ventisettesima stagione    | 44      | 2012-2013   |                 |
| Ventottesima stagione      | 48      | 2013-2014   |                 |
| Ventinovesima stagione     | 47      | 2014-2015   |                 |
| Trentesima stagione        | 43      | 2015-2016   |                 |
| Trentunesima stagione      | 44      | 2016-2017   |                 |
| Trentaduesima stagione     | 44      | 2017-2018   |                 |
| Trentatreesima stagione    | 46      | 2018-2019   |                 |
| Trentaquattresima stagione | 43      | 2019-2020   |                 |
| Trentacinquesima stagione  | 30      | 2021        |                 |
| Trentaseisesimo stagione   | 44      | 2021-2022   |                 |
| Trentasettesima stagione   | 43      | 2022-2023   |                 |
| Trentottesima stagione     | 36      | 2023-2024   |                 |
| Trenatanovesima stagione   |         | 2024-2025   |                 |
| Quarantesima stagione      |         | 2025-2026   |                 |